# Los Cardales
Los Cardales är en ort i Argentina.   Den ligger i provinsen Buenos Aires, i den centrala delen av landet, 60 km nordväst om huvudstaden Buenos Aires. Los Cardales ligger 25 meter över havet och antalet invånare är 5 342.
Terrängen runt Los Cardales är mycket platt. Runt Los Cardales är det ganska tätbefolkat, med 83 invånare per kvadratkilometer.. Närmaste större samhälle är Pilar, 15,8 km söder om Los Cardales.
Trakten runt Los Cardales består till största delen av jordbruksmark.